# Agnat
En agnat er en mandlig slægtning. Agnatisk tronfølge (dvs. mandlig tronfølge) er afledt heraf og betegner den tronfølgeform, der herskede i Danmark indtil grundlovsændringen i 1953.
| Familie | Spire Denne artikel om familie og parforhold er en spire som bør udbygges. Du er velkommen til at hjælpe Wikipedia ved at udvide den. |